# Katharina Fröhlich
Katharina "Kathie" Fröhlich (Viena, 10 de junio de 1800 - 3 de marzo de 1879) fue una mecenas y filántropa austríaca, fundadora de la Schwestern-Fröhlich-Stiftung, una institución dedicada al apoyo de artistas y científicos. Su labor tuvo un impacto significativo en la vida cultural de Viena, facilitando la promoción de talentos emergentes en el siglo XIX.

## Trayectoria
Nació en Viena en 1800, y fue la tercera de las cuatro hijas de Barbara Mayr y Matthias Fröhlich. Junto a sus hermanas Anna, Josephine y Barbara, formó un hogar que se mantuvo unido a lo largo de su vida. En 1821 se comprometió con el dramaturgo Franz Grillparzer, aunque el matrimonio nunca llegó a celebrarse. A pesar de ello, su relación se extendió durante décadas y compartieron residencia en Viena, junto con las hermanas Fröhlich.
Cuando Grillparzer murió en 1872, este legó su patrimonio a Katharina y sus hermanas. No obstante, Fröhlich decidió donar la herencia a la ciudad de Viena y estableció el Premio Franz Grillparzer, otorgado trienalmente hasta 1971 al mejor drama en lengua alemana representado en una gran escena y que no hubiera recibido premios previos.
Poco antes de su fallecimiento, fundó la Schwestern-Fröhlich-Stiftung, con el objetivo de apoyar a artistas y científicos. Entre las personas beneficiadas por la fundación se encuentran la escritora Marie Eugenie Delle Grazie y el poeta Jacob David Julius.
Fröhlich falleció en 1879 y fue enterrada en el Cementerio de Hietzing en Viena.

## Reconocimientos
En 1928 y 1929, se construyó un complejo residencial en la calle Malfattigasse de Viena, con 149 apartamentos, que fue nombrado Fröhlichhof en su honor. Además, los bienes de las hermanas Fröhlich, así como la habitación original de Grillparzer, pueden visitarse en el Museo de Viena. Su legado filantrópico y su apoyo a la cultura vienesa han sido reconocidos como una contribución fundamental al desarrollo artístico y científico de la ciudad.